# Lethrus tenuepunctus
Lethrus tenuepunctus är en skalbaggsart som beskrevs av Semenov och Medvedev 1935. Lethrus tenuepunctus ingår i släktet Lethrus och familjen tordyvlar. Inga underarter finns listade i Catalogue of Life.